# Keszend község
Keszend község (románul: Comuna Chisindia) község Arad megyében, Romániában. Központja Keszend, beosztott falvai Pajzs, Vészalja.

## Népessége
A 2011-es népszámlálás adatai alapján a község népessége 1340 fő volt.